# دنیل اشتفولی
دنیل اشتفولی (کرواتی: Danijel Štefulj؛ زادهٔ ۲ ژوئن ۱۹۷۳) بازیکن فوتبال اهل کرواسی بود که در پست مدافع و هافبک بازی می‌کرد.
از باشگاه‌هایی که در آن بازی کرده‌است می‌توان به باشگاه فوتبال پادربورن، باشگاه فوتبال دینامو زاگرب، باشگاه فوتبال واراژدین، باشگاه فوتبال هانوفر ۹۶، باشگاه فوتبال روت‌وایس اسن، باشگاه فوتبال اسلاون بلوپو، و باشگاه فوتبال نورنبرگ اشاره کرد.
وی همچنین در تیم‌های ملی فوتبال زیر ۲۱ سال کرواسی و کرواسی بازی کرده‌است.